# 山下広一
山下 広一（やました こういち、1968年9月1日 - ）は、神奈川県座間市出身のフォーミュラ・ドリフト ジャパン（FDJ）に参戦するレーサー。2020年・2021年のFDJシリーズチャンピオンである。ニックネームは「チャンプ山下」。

## 来歴
1990年代半ば頃から主要なドリコンで好成績を収めており、1994年にはCARBOYのドリコンでグランドチャンピオンに輝いたほか、1997年にはエビス南で開催されたAE86王座決定戦で優勝を果たしている。
FDJ参戦以前にはD1グランプリに初年度の2001年から参戦していた。2001年にはAE86トレノで参戦していたが、2002年にS15シルビアにマシンチェンジ。第5戦エビスでは優勝を果たしている。2004年第3戦エビスから2007年まではRX-8に騎乗し、2008年にJZX100マークIIにマシンを変更。2009年の第3戦岡山では追走トーナメントに進出している。
2011年以降のD1グランプリには参戦していないが、ドリフトドライバーとしての活動は継続していたほか、植尾勝浩のD1ストリートリーガル参戦時のスポッターとしても活動していた。
2015年からは、同年新たに始まったFDJにTeam WeldよりJZX100マークIIで参戦を開始。2017年の第1戦鈴鹿ツインで初優勝を果たし、同年はシリーズランキング4位となる。2018年も安定した成績を残しシリーズ5位、2019年には第3戦富士での優勝を含め全5戦中4戦で表彰台に立ち、シリーズ2位でシーズンを終えた。
2020年は第3戦エビスで準優勝、第4戦岡山で優勝を果たしシリーズランキングトップに浮上。最終戦となる第5戦は新型コロナウイルスで中止となったため第4戦時点での成績でシーズン順位を決定することとなり、結果として山下が自身初のシリーズチャンピオンに輝くこととなった。翌2021年も第1・2戦で開幕2連勝を果たし、第5戦岡山での優勝で最終戦を待たずしてシリーズ2連覇を決めた。

## 人物・エピソード
- ドリフトドライバーとしての活動の傍ら、神奈川県愛川町で自動車の整備やオリジナルパーツの製作・販売を行うショップの「Run-Free」を経営している[2]。
- FDJでは現在BMW・M3を使用しているが、峠の走り屋時代からAE86を駆っている人物でもある。Run-Freeでも、AE86のパーツやチューニングを中心に扱っている。